# Victor Herold
Victor Herold (* 24. September 1890 in Triest; † 25. Mai 1956 in Berlin) war ein deutscher Historiker und Gymnasialdirektor.

## Lebenslauf
Rudolf Victor Alfred Herold wurde am 24. September 1890 im damals noch zur Habsburgermonarchie gehörigen Triest als Sohn des Kaufmanns Hans Herold geboren. Nach dem Abitur am Schiller-Realgymnasium in (Berlin-)Charlottenburg im Jahr 1909 studierte er in Berlin, München und Greifswald. An der Universität Greifswald legte er 1914 die erste Lehramtsprüfung in den Fächern Geschichte und Erdkunde ab, 1916 die Ergänzungsprüfung für das Fach Deutsch.
Nachdem er im Ersten Weltkrieg als Kriegsfreiwilliger in der Vermessungsabteilung eines Feldartillerieregiments gedient hatte, begann er im Herbst 1918 den Vorbereitungsdienst am Kaiserin-Augusta-Gymnasium in Charlottenburg, an dem er 1919 die pädagogische Prüfung für den höheren Schuldienst in Preußen ablegte. Als Assessor war er an verschiedenen Schulen in Berlin, Lichterfelde und Tempelhof tätig. Nach seiner Festanstellung als Studienrat lehrte er 1922–1933 am Realgymnasium in Berlin-Tempelhof, 1933–1942 am Chamisso-Gymnasium in Schöneberg und ab 1942 am Paulsen-Gymnasium in Steglitz. Nach Kriegsende kehrte Herold nach einer kurzen Tätigkeit an der Eckener-Schule in Mariendorf im Januar 1948 als Direktor an das Realgymnasium in Tempelhof zurück, das jetzt den Namen Askanische Oberschule trug. Er bekleidete diese Position bis zu seiner Pensionierung am 31. März 1956, seit 1953 im Rang eines Oberstudiendirektors.
Victor Herold war zweimal verheiratet. Aus der ersten Ehe (oo 1922) hatte er eine Tochter Christel (* 1925). Am 25. Mai 1956, kurz nach seiner Pensionierung, erhängte sich Herold, der mit seiner Familie noch in der Direktorenwohnung der Schule wohnte, auf dem Dachboden seiner ehemaligen Wirkungsstätte.

## Wissenschaftliche Arbeit
Neben seiner Lehrtätigkeit verfolgte Herold seine historischen Interessen und wurde am 8. Juli 1920 an der Universität Greifswald mit einer Arbeit über ein kirchengeschichtliches Thema zum Dr. phil. promoviert (s. Publikationen). Seine in verschiedenen brandenburgischen Archiven angefertigten Abschriften und Exzerpte aus Akten zu den frühen Kirchenvisitationen in der Mark Brandenburg stellen teilweise die einzige Überlieferung heute verlorener Originalquellen dar. Obwohl seine Aufzeichnungen einen großen Teil dieses Territoriums abdecken, veröffentlichte er bis 1931 in mehreren Heften lediglich den die Prignitz betreffenden Teil. Nach dem Ende des Zweiten Weltkrieges setzte er seine Editionstätigkeit nicht mehr fort. Erst 1963 wurde aus seinen nachgelassenen Manuskripten die Publikationsreihe mit der Veröffentlichung von Visitationsabschieden zu Orten aus dem Kreis Ruppin fortgeführt. Gegenwärtig (2014) werden Herolds Manuskripte zu den Orten der Mittelmark im Rahmen eines Projekts der Historischen Kommission zu Berlin zur Publikation vorbereitet.

## Publikationen (Auswahl)
- Beiträge zur Geschichte der ersten evangelischen staatlichen Kirchenvisitation in der Mark Brandenburg 1540–1545. (Phil. Diss. Greifswald 1920).
- Zur ersten lutherischen Kirchenvisitation in der Mark Brandenburg 1540–45. In: Jahrbuch für brandenburgische Kirchengeschichte, Jgg. 20 (1925), S. 5–104, 21 (1926), S. 59–128, 22 (1927), S. 25–137.
- Die brandenburgischen Kirchenvisitations-Abschiede und -Register des XVI. und XVII. Jahrhunderts. Erster Band: Die Prignitz. Gsellius, Berlin 1928–1931. [=Veröffentlichungen der Historischen Kommission für die Provinz Brandenburg und die Reichshauptstadt Berlin, Band 4]. Zweiter Band: Das Land Ruppin. Inspektionen Neuruppin, Wusterhausen, Gransee und Zehdenick. Aus dem Nachlass von Victor Herold, herausgegeben von Gerhard Zimmermann. Bearbeitet von Gerd Heinrich. de Gruyter, Berlin 1963. XI, 489 S. + 1 Kt.-Beil. [=Veröffentlichungen der Historischen Kommission zu Berlin, Band 6.]
- Das Alte sinkt – Prenzlau in der Reformation. In: Jahrbuch für brandenburgische Kirchengeschichte, Jg. 35 (1940), S. 120–162.
- Zum 75jährigen Bestehen der Askanischen Oberschule 1950. Comenius-Verlag, Berlin 1950.